# عماد زيادة
عماد زيادة (10 يوليو 1974 -)، ممثل مصري.

## سيرته
بدأ مشواره الفني في بداية الألفية الثانية من خلال بعض الأدوار المسرحية والسينمائية والدرامية شارك عماد زيادة في مسرحية بودي جارد مع عادل إمام وفي فيلم أمير الظلام، وشارك في مسلسل العراف وأستاذ ورئيس قسم.
شارك في بطولة مسلسل رمضان مبروك أبو العملين حمودة مع محمد هنيدي، كما قدم دورا محوريا في مسلسل أغلي من حياتي مع محمد فؤاد وشارك أيضا في بطولة مسلسل المرافعة ومسلسل أبو البنات مع مصطفي شعبان وفيلم بوحة مع محمد سعد.
كان لعماد زيادة حضورا ملحوظا في مسلسل سكة الهلالي مع يحيى الفخراني ومسلسل ماما في القسم الذي شهد عودة سميرة أحمد للساحة الفنية بعد غياب طويل.
تعاون عماد زيادة مع محمد رمضان في عدد من الأعمال الفنية المختلفة كان أولها مسلسل الأسطورة، ثم مسرحية أهلا رمضان، ليأتي بعدها دوره في مسلسل نسر الصعيد، ليبدأ عام 2019 بمسلسل ولد الغلابة مع أحمد السقا بشخصية صعيدية جديدة، حيث يجسد شخصية رشوان تاجر المخدرات الذي يدخل في صراح مع عيسي الغانم «أحمد السقا» ليحصل علي مخزن المخدرات وبيعه لحسابه. وإستطاع عماد زيادة أن يلفت الأنظار إليه بقوة عندما قدم شخصية بكري زلط ضمن أحداث مسلسل نسل الأغراب الذي عرض في موسم رمضان 2021 وفي موسم رمضان 2024 جسّد دور ياسين الألفي في مسلسل نعمة الافوكاتو.